# Comunicação
A comunicação (do latim communicatio.onis, que significa "ação de participar") é um processo que envolve a troca de informações entre dois ou mais interlocutores por meio de signos e regras semióticas mutuamente entendíveis. Trata-se de um processo social primário, que permite criar e interpretar mensagens que provocam uma resposta.
Os passos básicos da comunicação são as motivações ou a intenção de comunicar, a composição da mensagem, a codificação e transmissão das mensagens codificadas, a recepção dos sinais, a decodificação e finalmente a interpretação da mensagem por parte do receptor. O processo da comunicação se define pela tecnologia da comunicação, as características dos emissores e receptores da informação, seus códigos culturais de referência, seus protocolos de comunicação e o alcance do processo.
A comunicação inclui temas técnicos (por exemplo, as telecomunicações), biológicos (por exemplo, fisiologia, função e evolução) e sociais (por exemplo, jornalismo, relações públicas, publicidade, audiovisual e mídia). No processo de comunicação em que está envolvido algum tipo de aparato técnico que intermedia os locutores, diz-se que há uma comunicação mediada.
Para a semiótica, o ato de comunicar é a materialização do pensamento/sentimento em signos conhecidos pelas partes envolvidas. Esses símbolos são transmitidos e reinterpretados pelo receptor. Também é possível pensar em novos processos de comunicação, que englobam as redes colaborativas e os sistemas híbridos, que combinam comunicação de massa e comunicação pessoal.
Os estudos científicos da comunicação podem ser divididos em:
- Teoria da informação que estuda o armazenamento, quantificação e comunicação da informação em geral;
- Estudos da comunicação que dizem respeito a comunicação humana e suas técnicas;
- Biossemiótica, que examina a comunicação entre os organismos vivos em geral.

## História
Comunicação é um conceito histórico e polissêmico, que evoluiu entre o século XIX e XX, sendo ponderada, em um primeiro momento, como um conjunto de canais e meios de transporte, depois como um processo social de interação, para finalmente ser considerada como positividade formada pelas práticas, discursos e ideais instituídas por meio de uma veiculação social de mensagens das chamadas tecnologias da comunicação.
É preciso considerar, para os estudos da comunicação, a evolução de seus períodos, como a comunicação corporal, a oral, a escrita e a digital.
Da mesma forma, vários aspectos da comunicação têm sido objetos de estudos. Por exemplo, na Grécia Antiga, o estudo da retórica, a arte de discursar e persuadir, era um assunto vital para estudantes.
O desenvolvimento da comunicação humana deve ser explicado por uma teoria de transições, segundo Melvin DeFleur e Sandra-Rokeach. Pode-se falar de cinco etapas: o desenvolvimento da sinalização, da fala, da escrita, da impressão e da comunicação com os veículos de massas atuais. A primeira etapa foi provavelmente a Era dos Símbolos e Sinais, começando pela vida pré-hominídea e proto-humana, antes que os ancestrais primitivos caminharem eretos. Conforme a capacidade cerebral aumentava lentamente, a comunicação melhorava e os sistemas baseados em símbolos e sinais foram ficando mais elaborados, convencionados e efetivados. Ao considerar a linguagem como um sistema de comunicação, os signos visuais e pictográficos também são relevantes nesse processo. Nesse sentido, as formas gráficas primitivas, pictóricas ou convencionais são consideradas, implícita ou explicitamente, mensagens de comunicação. Os objetos, ações e pessoas não podem ser facilmente separados de seus próprios símbolos léxicos, de maneira que os signos e símbolos pictóricos operam por meio de um canal linguístico, assim como por um canal visual.
Os seres humanos ingressaram na Idade da Fala e da Linguagem, iniciada aparentemente com o aparecimento do Cro-Magnon, uma forma de Homo sapiens. Eles começaram a falar entre 90 e 40 mil anos atrás. Nessa época, realizavam-se representações de animais e seres humanos em osso, pedras, marfim e outros materiais. Há uns cinco mil anos que os seres humanos fizeram a transição para a Era da escrita, que foi inventada de forma independente em mais de uma parte do mundo.
Posteriormente, seguiu a Idade da Imprensa a mediados do século XV, na cidade alemã de Mainz. O primeiro livro foi produzido por uma prensa que usava tipos móveis fundidos em metal. Essa tecnologia disseminou-se pela Europa toda e daí partiu para outras partes do mundo. Finalmente, emerge a Era da Comunicação de Massa, que de certa forma se iniciou no começo do século XIX, com o advento de jornais e mídia elétrica como o telégrafo e o telefone. Essa Era teve realmente seu começo com a adoção e invenção ampla do filme, do rádio e da televisão para populações grandes. Foram essas mídias as que promoveram a grande transição continuada na atualidade.
A comunicação começou a ser considerada em princípios do século XX, especialmente pelo impacto que causou o surgimento das novas tecnologias de comunicação. Nos séculos anteriores, XVIII e XIX, o termo comunicação era referido aos meios de transporte e suas vias de circulação: caminhos, estradas, embarcações, ferrovias, entre outros. Durante as três primeiras décadas do século passado, era vista como um sinônimo de propaganda.No início do século XX, vários especialistas começaram a estudar a comunicação como uma parte específica de suas disciplinas acadêmicas. Da mesma forma, a Comunicação começou a emergir como um campo acadêmico distinto em meados do século XX. Marshall McLuhan, Theodor Adorno e Paul Lazarsfeld foram alguns dos pioneiros na área.
A comunicação tem vindo a evoluir constantemente, devido às novas tecnologias e ao uso de redes sociais. Assim surge a Era dos Computadores, que estão transformando o que veio a ser chamado de “sociedade da informação”. Os computadores e as tecnologias continuarão alterando todos os nossos processos de comunicação nos anos seguintes.

## Teoria da comunicação
Pensadores e pesquisadores das disciplinas de ciências humanas, como filosofia, sociologia, psicologia e linguística, têm dado contribuições em hipóteses e análises para o que se denomina "Teoria da Comunicação", um apanhado geral de ideias que pensam a comunicação entre indivíduos — especialmente a comunicação mediada — como fenômeno social.
No século XX houve uma pressão para realizar reflexões teóricas e estudos empíricos com o advento acelerado das mídias. Essas reflexões sobre a comunicação visam responder a pergunta pela estrutura, função e sentido da comunicação na sociedade. A comunicação social é um fenômeno complexo que não pode ser reduzido aos esquemas derivados da teoria da informação, mas ela não dispõe de sua própria autonomia disciplinar, pois se trata de uma temática de pesquisa que se constitui necessariamente no campo de uma reflexão sobre os fundamentos da vida em sociedade.
A teoria da comunicação é uma disciplina encarregada de desenvolver programa de pesquisa em quanto à realidade social (que pode ser tematizada de vários pontos de vista, desde simples empresas, ou negócios, a máquinas de propaganda, passando pela condição de parte da chamada indústria da cultura), as mídias e as técnicas dos processos de comunicação (a publicidade e o jornalismo, por exemplo, não são comunicação, mas técnicas ou artes que empregam os meios de comunicação).
Entre as teorias, destacam-se o funcionalismo, primeira corrente teórica, a Escola de Frankfurt e a escola de Palo Alto. O trabalho teórico na América Latina ganhou impulso na década de 1970 quando se passou a retrabalhar e transformar as teorias estrangeiras. Assim surgiu a Teoria das Mediações, de Jesús Martín-Barbero.
As teorias dão diferentes pesos para cada um dos componentes da comunicação. As primeiras afirmavam que tudo o que o emissor dissesse seria aceito pelo receptor (público). Daí surge a teoria crítica que analisa profundamente a transmissão/dominação ideológica na comunicação de massa (Adorno, Horkheimer). Depois disso se passa a criticar o modelo. O receptor, dizem os estudiosos de Palo Alto, tem consciência e só aceita o que deseja. Do ponto de vista de Barbero, o que o receptor aceita (ou melhor, compreende) varia grandemente conforme sua cultura, no sentido mais amplo da palavra.

## Elementos da comunicação
Os componentes da comunicação são: o emissor, o receptor, a mensagem, o canal de propagação, o código, a resposta (feedback) e o ambiente onde o processo comunicativo se realiza. Com relação ao ambiente, o processo comunicacional pode sofrer interferência do ruído e a interpretação e compreensão da mensagem está subordinada ao repertório.

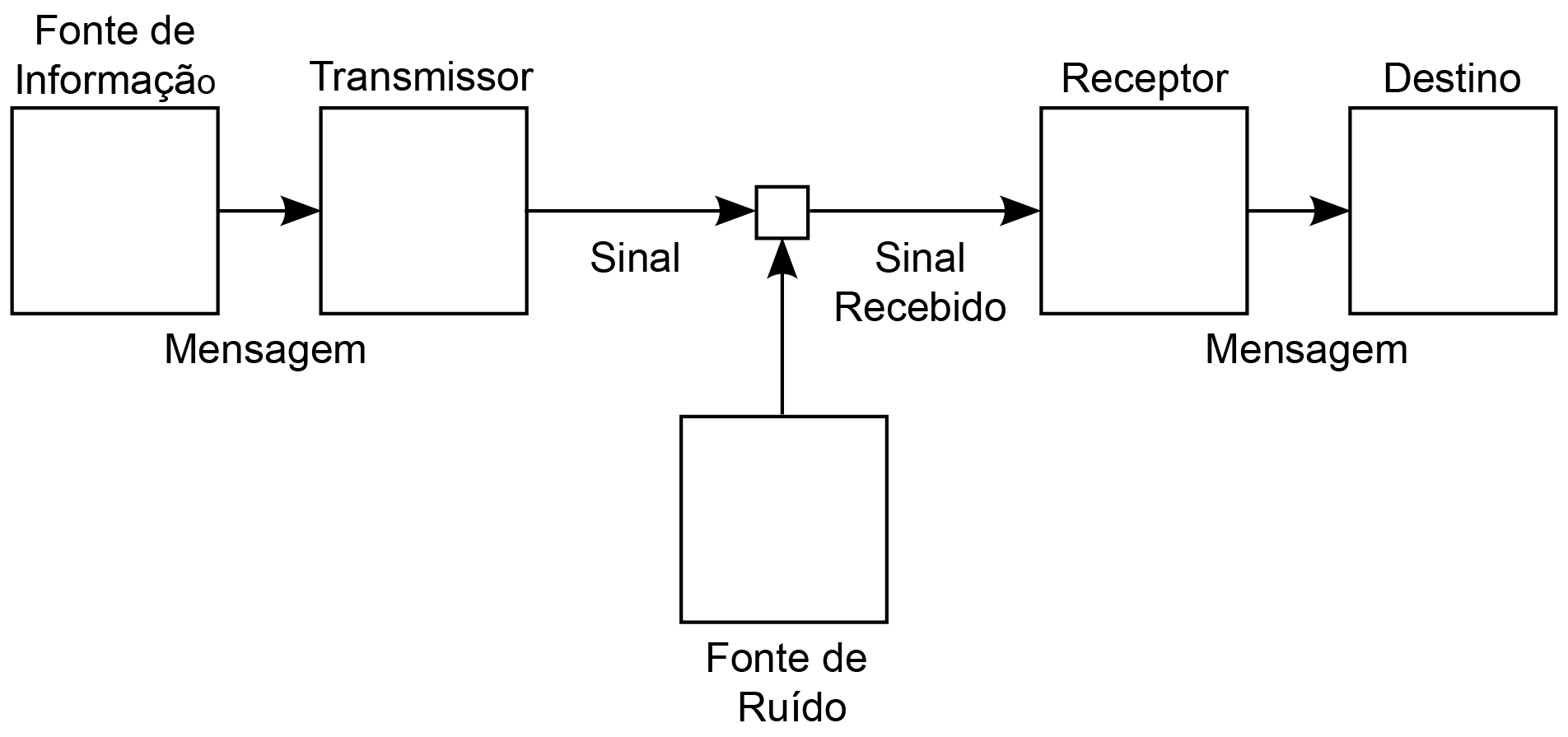
Diagrama esquemático de um sistema de comunicação geral/ Shannon e Weaver

Na perspectiva de Claude E. Shannon, o sistema (mecánico) da comunicação consiste em cinco partes:
1. Fonte de informação: produz uma mensagem ou sequência de mensagens a serem comunicadas ao terminal receptor;
2. Transmissor: opera uma mensagem, por meio de sinais, adequadas para sua transmissão;
3. Canal: o meio para transmitir o sinais;
4. Receptor: reconstrói a mensagem proveniente dos sinais;
5. Destino: é a pessoa (ou coisa) para quem a mensagem se destina.

Esses elementos são baseados na teoria matemática da comunicação proposta por Shannon, que visa encontrar os limites fundamentais no processamento de sinais e operações de comunicação como as de compressão de dados. Por outro lado, Roman Jakobson explica que existem seis elementos inalienavelmente envolvidos no processo de comunicação verbal: remetente, mensagem, destinatário, contexto, código e contato. Segundo Jakobson, cada um desses fatores determinam uma diferente função da linguagem.
Os elementos básicos da comunicação são:
- Código: Um conjunto de signos que se combinam sob regras semânticas e que permitem a interpretação do emissor. O receptor deve conhecer o código para interpretar a mensagem. Jakobson explica que é a partir do código que o receptor compreende a mensagem;
- Canal: O meio físico por meio do qual a mensagem é transmitida;
- Emissor: A pessoa que tem a intenção e transmite a mensagem. Essa pessoa escolhe os signos convenientes para enviar a mensagem;
- Receptor: Quem recebe e interpreta a mensagem. Interpreta e decodifica os signos enviados pelo emissor;
- Mensagem: No sentido geral, é o objeto da comunicação. Trata-se da informação ou sequência de signos que emissor elabora e envia ao receptor por meio de um canal;
- Contexto, situação comunicativa: o espaço em que desenvolve o ato de comunicação. É o conjunto de circunstâncias e condicionam a interpretação da mensagem;
- Contato: Trata-se de um canal físico e uma conexão psicológica entre o emissor e o destinatário a fim de manter a comunicação entre ambos.

O significado no processo de comunicação pode só entender-se no contexto das relações sociais em que a informação e a comunicação é processada.
Quanto à forma, a Comunicação pode ser comunicação verbal, não-verbal e mediada.

## Tipos de comunicação
A comunicação depende do tipo de signo que usam os interlocutores. Nesse sentido, pode-se falar da comunicação verbal e comunicação não-verbal. Em ocasiões, ambos os signos são misturados em uma mensagem, dando lugar a uma forma de comunicação mista.

### Comunicação verbal
A comunicação verbal exterioriza o ser social, e realizada pela linguagem falada ou escrita. O elemento principal da comunicação é língua e qualquer ato da fala envolve uma mensagem e outros quatro elementos conexos: o emissor, o receptor, o tema (tópico) da mensagem e o código utilizado. A relação entre eles é variável. Não existe no domínio da linguagem a propriedade privada, pois todo é socializado. A interação verbal, como qualquer outra forma de interação humana, requer, pelo menos, dois interlocutores. O linguista Roman Jakobson ainda explica que um processo de comunicação normal opera com um codificador e um decodificador. O primeiro recebe uma mensagem, conhece o código; essa mensagem é nova para ele e, por via do código, ele a interpreta.
A linguagem humana pode ser definida como um sistema de símbolos ou signos linguísticos, conhecidos como lexemas e regras gramaticais em que os símbolos são manipulados. A linguagem falada utiliza fonemas como unidades de construção, seguido pelo morfema como unidade contrastiva e mediante a somatória dessas estruturas se constroem sentenças mais complexas, que permitem estruturar mensagens.  

### Comunicação não-verbal
A comunicação não-verbal é uma forma de transmitir informações que não utilizam a linguagem falada ou seus derivados não-sonoros. Envolve todos os órgãos do sentido, na interação das pessoas, sem que precisamente haja interação verbal. Os indivíduos podem deixar de verbalizar, mas não precisamente deixar de comunicar-se ao utilizar outras formas como a expressão facial, postura corporal, distância, entre outros. A comunicação não verbal está presente no nosso dia-a-dia, mas, muitas vezes, não temos consciência de sua ocorrência e nem de como acontece. Ela deve ser entendida como ações ou processos que têm significado para as pessoas, exceto a expressão verbal. No entanto, esta não se restringe à comunicação humana, porque também são consideradas outras formas como a dança, música, teatro, danças das abelhas, escultura, entre outras.
Este tipo de comunicação é em parte inato, à vezes, imitativa e outras aprendida. De forma geral, distintas partes do corpo podem trabalhar unidas para enviar a mesma mensagem, embora às vezes seja possível mandar mensagens contraditórias, como, por exemplo, quando se está contando uma história engraçada, mas a expressão do rosto é triste.
A comunicação não verbal data dos primórdios da organização social, pois envolve todas as manifestações de comportamento, incluindo as emoções e atitudes nas relações interpessoais. Foi no começo do século XX que a pesquisa na comunicação não-verbal começou a produzir interesse, particularmente no que tange a comunicação pessoal por intermédio de expressões faciais. Os psicológicos observaram nessa época de que o rosto não expressava emoções de maneira segura e fiel. Entanto, os antropólogos observaram que os movimentos do corpo não são causais e que são legíveis como uma linguagem. Conforme o tempo avançou, o interesse público pela pesquisa na comunicação não-verbal aumentou e parece fazer parte do espírito de época.
Pode considerar-se que um terço do significado das mensagens é transmitido pela comunicação verbal e dois terços pela comunicação não verbal. Também pode se afirmar que 55 a 65% das mensagens recebidas vêm da comunicação não verbal, pois o cérebro é capaz de processar muito mais informações nesse período.
Para o ser humano as comunicações não-verbais são processadas por meio de três suportes: o primeiro, o corpo, nas suas qualidades físicas, fisiológicas e nos seus movimentos; o segundo, no homem, ou seja, objetos associados ao corpo como os adornos, as roupas, a marcas ou cicatrizes de tatuagens, de rituais ou não; e o terceiro suporte, relaciona-se com a disposição dos indivíduos no espaço, que  engloba desde o espaço físico que cerca o corpo até o espaço que a ele se relacione, o espaço territorial.
Os tipos de sinais não verbais são: as ações ou movimentos corpóreos, o toque, a postura corporal, os sinais vocais, o espaço entre os comunicadores, os objetos e adornos utilizados, o tipo de corpo das pessoas envolvidas no processo comunicativo e o momento em que as palavras são manifestadas. Baseados em Knapp, pode classificar-se a comunicação não-verbal em: paralinguagem (modalidades da voz), proxêmica (uso do espaço pelo homem), tacêsica (linguagem do toque), características físicas (forma e aparência do corpo), fatores do meio ambiente (disposição dos objetos no espaço) e cinésica (linguagem do corpo).

## Formas de comunicação humana
Na comunicação intervêm múltiplas variáveis e implica ao mesmo tempo um processo que se desenvolve em um contínuo espaço-temporal. A comunicação não tem princípio e fim bem definidos porque os atos comunicativos são parcialmente indetermináveis e, de algum modo, infinitas. O ato comunicacional é precisamente um processo que implica uma interação social e cognitiva. Por tanto, pode-se falar de formas de comunicação humana:

### Comunicação intrapessoal
A comunicação intrapessoal se realiza consigo. Ela ocorre sempre em um contexto organizado, ou seja, em um plano articulado no sistema psicológico do indivíduo. Por exemplo, usam-se frases introspectivas e formas de pensamento automático.
A comunicação intrapessoal se realiza quando os processos comunicativos são interiorizados e autorregulados. Ela diz respeito ao nível básico de comunicação humana e referida ao processo interno de pensamento, em que se concebem ideias a serem transmitidas e interpretadas ao serem recebidas, codificando e decodificando permanentemente as mensagens.
O processo se estabelece com por um indivíduo consigo mesmo por meio de mecanismos conscientes (pensamentos, planos...) ou inconscientes (sonhos). Sobretudo, é um processo mental, que pode contemplar também outras formas. Existem muitas formas de alguém se comunicar com si próprio, como quando reflete consigo mesmo e faz gestos que ajudam a compreender a intensidades das emoções ou quando alguém um piano é a música que recorre como instrumento de comunicação. A comunicação intrapessoal é produzida para darem sentido a nossa própria existência; para refletir sobre os outros, o mundo e elas mesmas, normalmente em ordem a aperfeiçoar o seu papel social nas interações que estabelecem com os outros, nos relacionamentos, nas comunidades e na sociedade de que fazem parte, mas também para desenvolverem ideias sobre elas próprias e para avaliarem e darem sentido às suas experiências.

### Comunicação interpessoal
A comunicação interpessoal se produz entre dois indivíduos dentro de um pequeno grupo não formal de indivíduos ou entre pequenos grupos informais de indivíduos. A comunicação interpessoal se estabelece entre duas pessoas e consiste na exteriorização dos pensamentos, representando a unidade social básica da organização, o que permite o desenvolvimento das relações humanas. Surge quando se intercambiam com outros informação, intenções, significados, desejos, emoções, entre outros, para sugerir, mandar, responder, perguntar, e assim por diante.
Ela ocorre, por exemplo, quando se telefona ou ao enviar uma carta ou um e-mail. E este tipo de comunicação surge a comunicação interpessoal direta, que integra mais elementos no contexto da comunicação, como componentes não verbal (gestos, posição dos braços e das mãos, espaço físico entre os interlocutores, posição do corpo, expressões faciais, etc.) e é tão relevante quanto a verbal (as palavras em si). Esse tipo de interação interfere direta, imediata e processualmente no ato comunicativo interpessoal direto, por meio das percepções, distâncias, entoação, entre outros, por adaptam-se às diferentes situações comunicacionais interpessoais que encontramos quotidianamente.

### Comunicação grupal
Geralmente é realizada no seio de grupos "formais" de média ou grande dimensão. Não dos grupos grandes, como organizações, mas sim de pequenos grupos, como as famílias, grupos de amigos ou pequenas associações. Os grupos podem formar-se de diferentes maneiras. A família, por exemplo, forma-se com base em relações de consanguinidade, parentesco ou similares. O grupo de amigos forma-se por afinidades.
Usualmente, os grupos mantêm uma relação interpessoal direta de comunicação, cujos comportamentos estão determinados pelas personalidades ou roles que desempenham dentro.

### Comunicação organizacional
Esse tipo de comunicação é desenvolvida em organizações, como as empresas, e destas para o exterior. A comunicação também está intimamente relacionada com algumas funções administrativas das organizações, como as atividades de planejamento, organização, direção e controle, pois estabelece as relações de entendimento para que as pessoas possam interagir como grupos organizados, de forma que permita atingir objetivos predeterminados. Uma organização não é um sistema isolado. Tem de comunicar com o exterior para sobreviver. Mas a sobrevivência da organização depende também da capacidade que demonstre de animar as pessoas a comunicar eficientemente dentro dela própria.
Nesse sentido, pode-se falar de duas perspectivas da comunicação neste contexto: à comunicação interna e às relações externas da organização. A primeira refere-se à comunicação em que estão envolvidas as pessoas que fazem parte da hierarquia de uma organização. A segunda, diz respeito à interação com os públicos externos. As organizações e os grupos mantêm-se enquanto os seus membros cooperam e se coordenam, comunicando, para atingir os objetivos dessas organizações ou grupos.
Na comunicação interna devem-se coordenar as atividades, e devem obter-se as informações necessárias ao desempenho das organizações para atingir os objetivos estabelecidos; e devem finalmente saber quem e o que comunicar. A comunicação interna diz, essencialmente, respeito a estas realidades, devendo ser, tanto quanto possível, planificada, para se evitarem distorções, que podem estragar o clima interno e criar uma cultura organizacional desmotivadora.
No universo das comunicações externas, deve se compreender que uma organização não se dissocia do seu ecossistema. Ela envia mensagens para o meio externo e acolhe mensagens do meio externo. A percepção pública da organização (dos seus colaboradores, produtos, serviços, marcas, etc.), depende, necessariamente, da comunicação que a organização estabelece com o exterior. Assim, é melhor que a informação seja planeada e sistemática por meio de técnicas como o marketing, publicidade, relações públicas.

#### Importância da comunicação nas organizações
Nas evoluções das empresas e organizações os processos comunicacionais e informacionais estiveram sempre presentes. Hoje, esses processos complexos viraram mais que necessários em um contexto de aceleradas transformações sociais. Nesse sentido, as empresas tem que buscar novos mecanismos para enfrentar os retos de competitividade. Os processos de comunicação podem servir como instrumentos para a realização das potencialidades estratégias e de integração nas organizações.
As empresas mostram-se cada vez mais preocupadas com a comunicação pois as possibilidades de interação dentro das organizações aumentaram muito por conta do trabalho em grupo. Hoje, dentro das empresas, as pessoas articulam-se muito mais, relacionam-se muito mais, até pela necessidade do negócio. Consequentemente, as empresas articulam-se e interagem muito mais. Podemos dizer que o mundo hoje se comunica muito mais do que no passado, por conta da tecnologia da informação.
Por meio de instrumentos da comunicação, as organizações as organizações desenvolvem funções, tomam decisões e estabelecem contatos com clientes, fornecedores e parceiros. De forma que se deve formular estratégias que levem em conta os processos comunicacionais como suportes eficazes e competentes para o agir e existir delas.
Inicialmente, a ênfase no ambiente empresarial que era à produção mudou para a ênfase ao consumidor. A comunicação empresarial estratégica precisa de uma construção de cenários, fundamentais para um planejamento adequado, leve em conta as mudanças inerentes ao mundo dos negócios e da própria comunicação. Nesse contexto, as empresas precisam se comunicar com seus clientes e parceiros da melhor forma possível. A comunicação adquire uma dimensão maior como parte da cultura organizacional e não se restringe mais à simples produção de instrumentos de comunicação. Portanto, uma estratégia de comunicação se torna algo intrínseco à estratégia global da organização. Ela deve considerar a segmentação dos mercados e da audiência, para atingir novos nichos de mercado e para perfis mais complexos de consumidores.
Por outro lado, o profissional da comunicação deve possuir profundos conhecimentos teóricos e técnicos. Para estruturar de forma eficiente a comunicação, o gestor faz um trabalho com a concepção de que a comunicação empresarial vai além da transmissão de informação. Trata-se de um processo de estabelecimento de relação entre interlocutores, entre os sectores da empresa. Portanto, a discussão não deve ser limitada ao fluxo de informação, que também é importante, é preciso trabalhar a ideia de comunicação em conjunto com gestão. Não dá para isolar o fluxo de informação do processo de gestão.

### Comunicação social
A comunicação social é referida aos meios organizados de comunicação aberta, à distância e em um curto espaço de tempo, a grande escala e para benefício de um anônimo e heterogêneo número de receptores simultâneo.
As possibilidades de interação e feedback do receptor com o emissor são diminutas em este tipo de comunicação. A audiência não é personalizada e pode ser considerada como um agregado de indivíduos unidos pela recepção comum de uma mensagem.  
Os primeiros meios de comunicação, o jornal, revistas, fonograma, cinema e rádio, foram desenvolvidos de forma rápida, de maneira que alcançaram formatos que ainda são amplamente reconhecidos, com algumas mudanças na escala e diversificação, assim como a aparição da televisão no início no mediado do século XX.
Normalmente na comunicação social os emissores são institucionalizados, habitualmente organizações comerciais que fabricam produtos informativos, persuasivos e de entretenimento. Este tipo de comunicação, no sentido de comunicação orientada para um público massivo, mas heterogéneo, está, usualmente associada ao jornalismo, à indústria de entretenimento, à publicidade e a propaganda, assim como as relações públicas e a comunicação de marketing.

## Níveis do processo de Comunicação
As formas de comunicação também podem ser analisadas a partir de uma distribuição piramidal, classificadas de acordo com os diferentes níveis de organização social nos quais a comunicação ocorre.

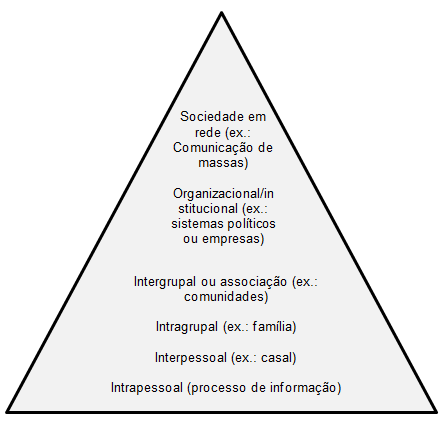
Níveis do processo de comunicação/ Pirâmide da comunicação no processo da comunicação social na perspectiva do teórico Denis McQuail

Na perspectiva de Denis McQuail, em uma sociedade moderna integrada existe uma larga rede de comunicação pública, que normalmente depende das mídias de massa. Como rede de comunicação tem de haver um médio de distribuição e troca para criar um fluxo ativo de mensagens em que participe a maioria de um grupo relevante. No seguinte nível pode se encontrar empresas ou organizações profissionais, que podem não ter localização única, mas que está normalmente bem integrado nas suas próprias fronteiras organizacionais. Ou outro é representado pela instituição, por exemplo, governo, educação, justiça, religião, entre outros. As atividades de uma instituição social são diversas e requerem correlação e comunicação.
Abaixo desses níveis existem tipos diversos de rede de comunicação baseados em características comuns da vida quotidiana, por exemplo, o ambiente, interesses, necessidades ou atividades realizadas em conjunto, relacionado com a ligação e a identidade, a cooperação e a formação de regras.
Nos níveis intragrupal e interpessoal o foco está nas formas de conversação e os padrões de interação, influência e filiação. Ao nível intrapessoal, concentra-se nos processos de informação (por exemplo, atenção, percepção, compreensão, memória e aprendizagem), no estabelecimento de sentido e nos seus possíveis efeitos.

## Comunicação e tecnologia
A comunicação humana desenvolve-se em diversos campos de diferentes naturezas, dos quais podemos destacar dois pontos distintos: a comunicação em pequena escala, e a comunicação em larga escala ou comunicação de "massa". Em ambos os casos, o ser humano passou a utilizar utensílios que passaram a auxiliar e a potencializar o processo de produção, envio e recepção das mensagens. A tecnologia passou a fazer parte da comunicação humana, assim como passou a participar da maioria das actividades desenvolvidas pela humanidade ao longo do seu desenvolvimento.

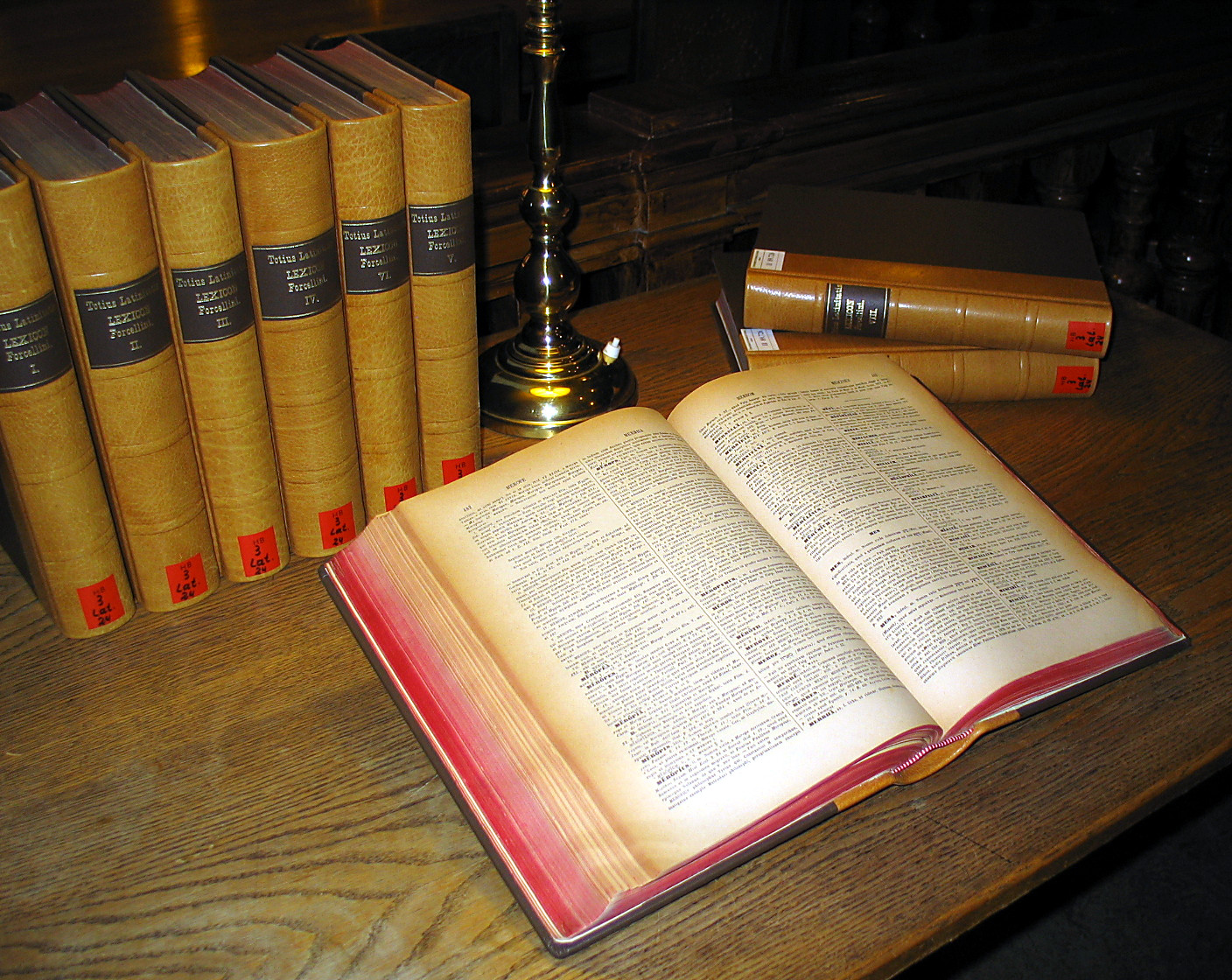
A escrita é uma forma de comunicação utilizada há milhares de anos

A comunicação começou desde a pré-história em que os primeiros seres humanos começaram por se comunicar através de pinturas rupestres e de gestos.

## Dinamismo da comunicação
Comunicação é uma palavra de sentido amplo e como tal abre um leque de possibilidades em vários segmentos. Com o surgimento de novas tecnologias, além da sofisticação e aprimoramento de métodos de comunicação já existentes, afloram a cada dia novas alternativas tornando mais dinâmicas as possibilidades de comunicação.
Essa evolução na área de comunicação é parte integrante da própria evolução do homem e da sociedade, mesmo porque é sabido que a comunicação está diretamente ligado aos sentidos humanos. Então basta dizer que hoje é impossível o homem deixar seus sentidos de lado simplesmente ignorando-os e deixando de comunicar-se. Na verdade as pessoas e a sociedade em si estão procurando aprimorar esses sentidos.
Para despertarmos o interesse das pessoas em algum serviço ou produto há a necessidade de algum estímulo nestes sentidos e para tanto, necessitamos de alguma forma/meio de comunicação. Se estes sentidos estão evoluindo e se aprimorando, vale dizer que para despertarmos interesse das pessoas e da sociedade como um todo está cada dia mais difícil e técnico.
O óbvio é que tudo conspira contra as organizações, independentemente do tamanho dessas. É sabido que para despertar interesses há a necessidade de se comunicar de alguma forma. Os segmentos de mercado correspondem a minúsculas parcelas dessa sociedade e essas pequenas parcelas estão cada dia mais sensíveis e por consequência exigentes. Daí vem a necessidade de usarmos não só todas as possibilidades de comunicação existentes mas fazer isso de forma correta no sentido de busca pertinente e individual de acordo com cada ramo de atividade, ou seja, atingir o segmento de mercado correto. Buscar não só os meios de comunicação corretos mas também utilizarmos a linguagem correta para cada tipo de mídia. Buscar não só o universo correto desses meios de comunicação mas também saber dosar as inserções em cada um deles. Com a evolução das novas tecnologias o termo comunicação amplifica ainda mais o seu significado, chegando deste modo a níveis de dinamismo que transcende a atualidade. Apesar disso, as decisões ainda são individuais dentro dessa sociedade.

## Telecomunicações

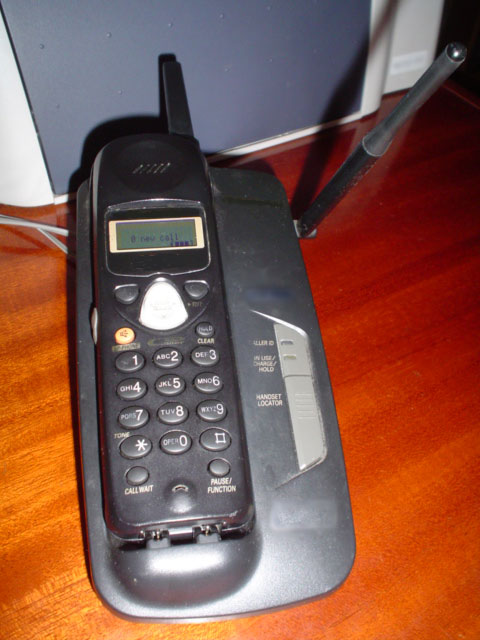
Telefone sem fio

As telecomunicações dizem respeito às distintas tecnologias de comunicações à distância , como a telegrafia, a telefonia, as radiocomunicações, a teledifusão e a internet, entre outras que envolvem a transmissão e recepção de sinais de áudio (sons), vídeo (imagens) e dados.

## Comunicação segmentada
A Comunicação Segmentada é um desdobramento do modelo de Comunicação de Massa. Ela ocorre pelos meios de comunicação tradicionais como jornais, rádios, TVs, Cinema, cartazes ou internet, porém, diferentemente do modelo de massa, atinge grupos específicos, classificados de acordo com características próprias e preferências similares. A Comunicação Segmentada tem a particularidade de atingir um número menor, porém mais específico, de receptores ao mesmo tempo, partindo de um único emissor.

## Comunicação crível
O ser humano é motivado por aquilo que vê, toca, sente e também pelo que analisa. Logo, construir estratégias de comunicação capazes de influenciar a escolha de leitores/consumidores deve passar também por oferecer a ele dados tangíveis que possam colaborar racionalmente sua tomada de decisão. Desta maneira, a comunicação crível ou baseada em fatos críveis é aquela cujo objetivo é abastecer públicos-alvo com informações fundamentadas e de valor diferenciado por terem como origem fontes imparciais e isentas.
Para a  formulação de estratégias de comunicação crível são consideradas múltiplas ações que visam levar ao público de interesse mensagens baseadas em argumentos racionais, cases, pesquisas e estudos produzidos com isenção, seja sobre empresas, produtos ou serviços. No processo de disseminação da mensagem podem ser usados também fontes imparciais, livres e isentas, como canais de imprensa e redes sociais. Por seu caráter relevante, a comunicação crível tem alta receptividade e, em comparação a outras abordagens, conta com relação custo-benefício mais vantajosa.

## Ensino de comunicação
O ensino de comunicação como um campo de atividade profissional (ou seja, um conjunto de profissões) se dá formalmente em três níveis: técnico, graduação e pós-graduação. No primeiro, em escolas de formação técnica, ensinam-se técnicas operacionais para execução de produtos de comunicação e o uso de equipamentos necessários à produção destes. No segundo, formam-se profissionais habilitados ao exercício de profissões de comunicação, tanto com treinamento prático quanto com embasamento teórico. Já no terceiro, em latu ou strictu senso, elaboram-se teses analíticas ou teóricas sobre a prática da comunicação, temas correlatos ao campo e as relações comunicacionais no mundo.
No Brasil, a graduação em comunicação é oferecida por instituições de ensino superior (faculdades e universidades) e está regulamentada nos cursos de bacharelado em Comunicação Social (neologismo criado para evitar o termo "Comunicação de Massa"), divididos nas seguintes habilitações:
- Jornalismo;
- Relações Públicas;
- Radialismo ou Rádio & TV ou ainda Audiovisual;
- Produção Editorial;
- Publicidade e Propaganda;
- Comunicação Institucional;
- Cinema & Vídeo;
- Produção cultural;
- Multimeios;
- Educomunicação.

Em algumas universidades são oferecidos cursos de Comunicação Social Integrada, cuja grade curricular integra três habilitações: Jornalismo, Relações Públicas e Publicidade e Propaganda.
Em Portugal, o curso de comunicação (ou comunicação social) é oferecido por instituições de ensino superior (faculdades, institutos e universidades) e está regulamentada nos cursos de licenciatura.